# Contre-la-montre masculin aux championnats du monde de cyclisme sur route 2009
Navigation
2008 2010
Le contre-la-montre masculin aux championnats du monde de cyclisme sur route 2009 a lieu le 24 septembre 2009 à Mendrisio, en Suisse.

## Classement
|                           | Coureur                | Pays           |    | Temps          |
| ------------------------- | ---------------------- | -------------- | -- | -------------- |
| Médaille d'or, monde      | Fabian Cancellara      | Suisse         | en | 57 min 55 s 74 |
| Médaille d'argent, monde  | Gustav Larsson         | Suède          | +  | 1 min 27 s 13  |
| Médaille de bronze, monde | Tony Martin            | Allemagne      | +  | 2 min 30 s 18  |
| 4                         | Marco Pinotti          | Italie         | +  | 3 min 02 s 88  |
| 5                         | Janez Brajkovič        | Slovénie       | +  | 3 min 08 s 49  |
| 6                         | Koos Moerenhout        | Pays-Bas       | +  | 3 min 11 s 59  |
| 7                         | Alexandre Vinokourov   | Kazakhstan     | +  | 3 min 20 s 95  |
| 8                         | Ignatas Konovalovas    | Lituanie       | +  | 3 min 33 s 88  |
| 9                         | Bert Grabsch           | Allemagne      | +  | 3 min 37 s 39  |
| 10                        | David McCann           | Irlande        | +  | 3 min 40 s 61  |
| 11                        | Jean-Christophe Péraud | France         | +  | 3 min 37 s 39  |
| 12                        | Lars Ytting Bak        | Danemark       | +  | 4 min 07 s 66  |
| 13                        | Dominique Cornu        | Belgique       | +  | 4 min 09 s 40  |
| 14                        | Svein Tuft             | Canada         | +  | 4 min 24 s 25  |
| 15                        | Lars Boom              | Pays-Bas       | +  | 4 min 24 s 85  |
| 16                        | Artem Ovechkin         | Russie         | +  | 4 min 27 s 64  |
| 17                        | Christopher Froome     | Royaume-Uni    | +  | 4 min 34 s 55  |
| 18                        | František Raboň        | Tchéquie       | +  | 4 min 39 s 67  |
| 19                        | Sebastian Lang         | Allemagne      | +  | 4 min 40 s 97  |
| 20                        | Bradley Wiggins        | Royaume-Uni    | +  | 4 min 50 s 39  |
| 21                        | José Serpa             | Colombie       | +  | 4 min 56 s 25  |
| 22                        | Thomas Danielson       | États-Unis     | +  | 5 min 09 s 45  |
| 23                        | Alex Rasmussen         | Danemark       | +  | 5 min 12 s 60  |
| 24                        | Andrey Kashechkin      | Kazakhstan     | +  | 5 min 16 s 82  |
| 25                        | Sérgio Paulinho        | Portugal       | +  | 5 min 25 s 86  |
| 26                        | Edvald Boasson Hagen   | Norvège        | +  | 5 min 28 s 44  |
| 27                        | Jay Robert Thomson     | Afrique du Sud | +  | 5 min 28 s 71  |
| 28                        | Eugen Wacker           | Kirghizistan   | +  | 5 min 31 s 07  |
| 29                        | Adam Hansen            | Australie      | +  | 5 min 33 s 54  |
| 30                        | Aleksejs Saramotins    | Lettonie       | +  | 5 min 34 s 76  |